# نبرد لانگ آیلند

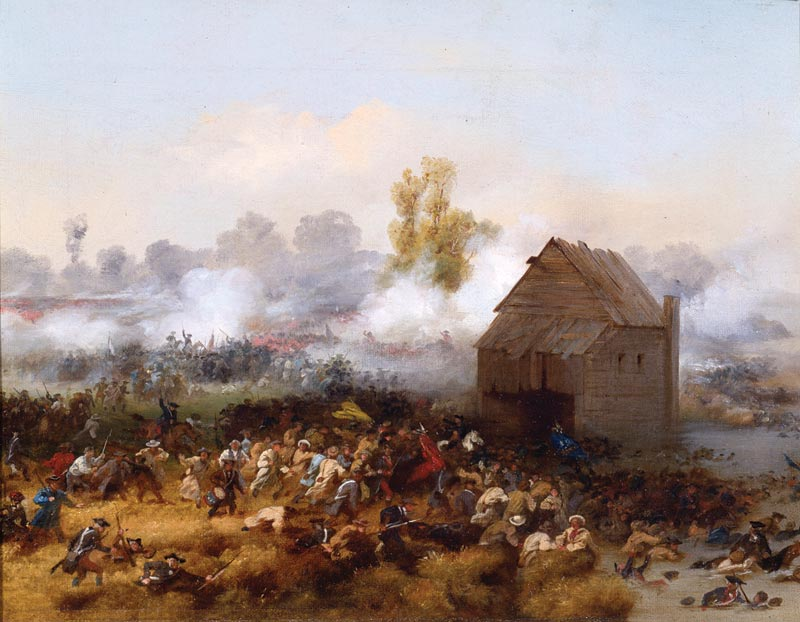
صحنه‌ای از نبرد لانگ آیلند.

نبرد لانگ آیلند نبردی بود که در جریان انقلاب آمریکا و در بروکلین شهر نیویورک روی داد که با پیروزی نیروهای انگلیسی بر ارتش قاره‌ای آمریکا به پایان رسید. این نبرد زمینه ساز یک رشته عملیات جنگی انگلستان در سال ۱۷۷۶ میلادی برای در دست گرفتن نیویورک و در نتیجه جدا ساختن نیو انگلند از سرزمینهای مستعمره‌نشین دیگر شد.

## شرح نبرد

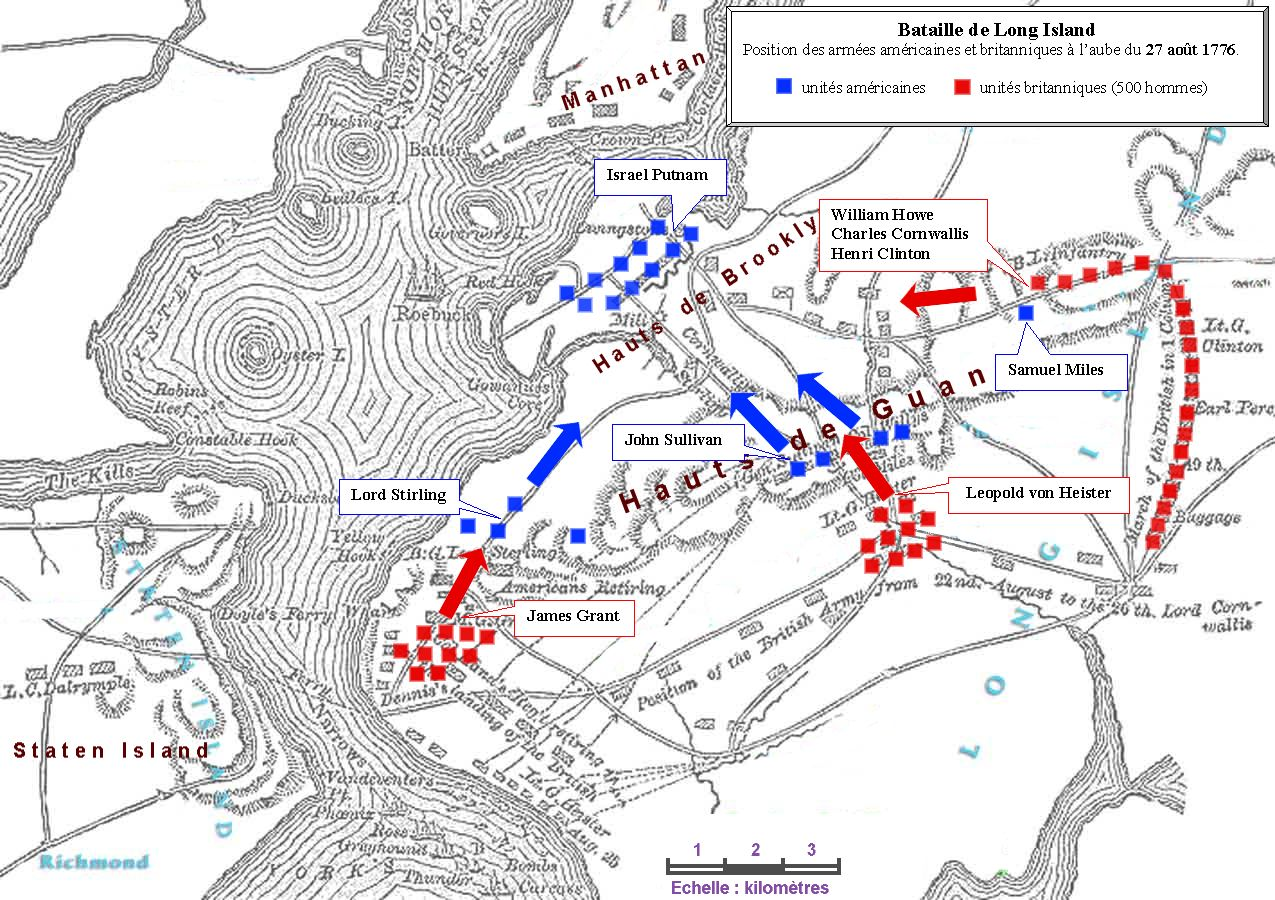
نقشه نبرد لانگ آیلند

پس از تخلیه نیروهای انگلستان از بوستون، ژنرال انگلیسی ویلیام هاو (William Howe) با پشتوانه ناوگان جنگی بریتانیا در آب‌های اطراف نیویورک، برای اشغال آنجا عازم نیویورک شد. ژنرال آمریکایی جورج واشینگتن برای تقویت جناح چپ لشکر تدافعی خود، یک سوم از نیروهای خویش را (که شامل حدود بیست هزار سرباز کارآزموده می‌شد) در سویی از رودخانه ایست ریور که رو به جزایر لانگ آیلند داشت، مستقر نمود و سربازان او استحکاماتی در آنجا بنا کردند. هاو از محل قرارگاه خود در جزیره استاتن، در ۲۲ ماه اوت، به جناح رها شده لشکر واشینگتن در گرِیوسند در لانگ آیلند یورش برد. با گذشت چهار روز از نبرد، ژنرال انگلیسی، آمریکایی‌ها را به عقب راند و خسارات و تلفات سنگینی به آنان وارد ساخت. هرچند ویلیام هاو در این مقطع، می‌توانست تمامی لشکر واشینگتن را در لانگ آیلند اسیر کند، تصمیم گرفت تا به محاصره آنان ادامه دهد. در هفته‌ای که از پی آن آمد، واشینگتن از این تعلل سود جست و به سمت دیگر رودخانه و سپس مانهاتان عقب نشست و این امر در تقویت روحیه سربازان آمریکایی مؤثر افتاد.

## نگارخانه

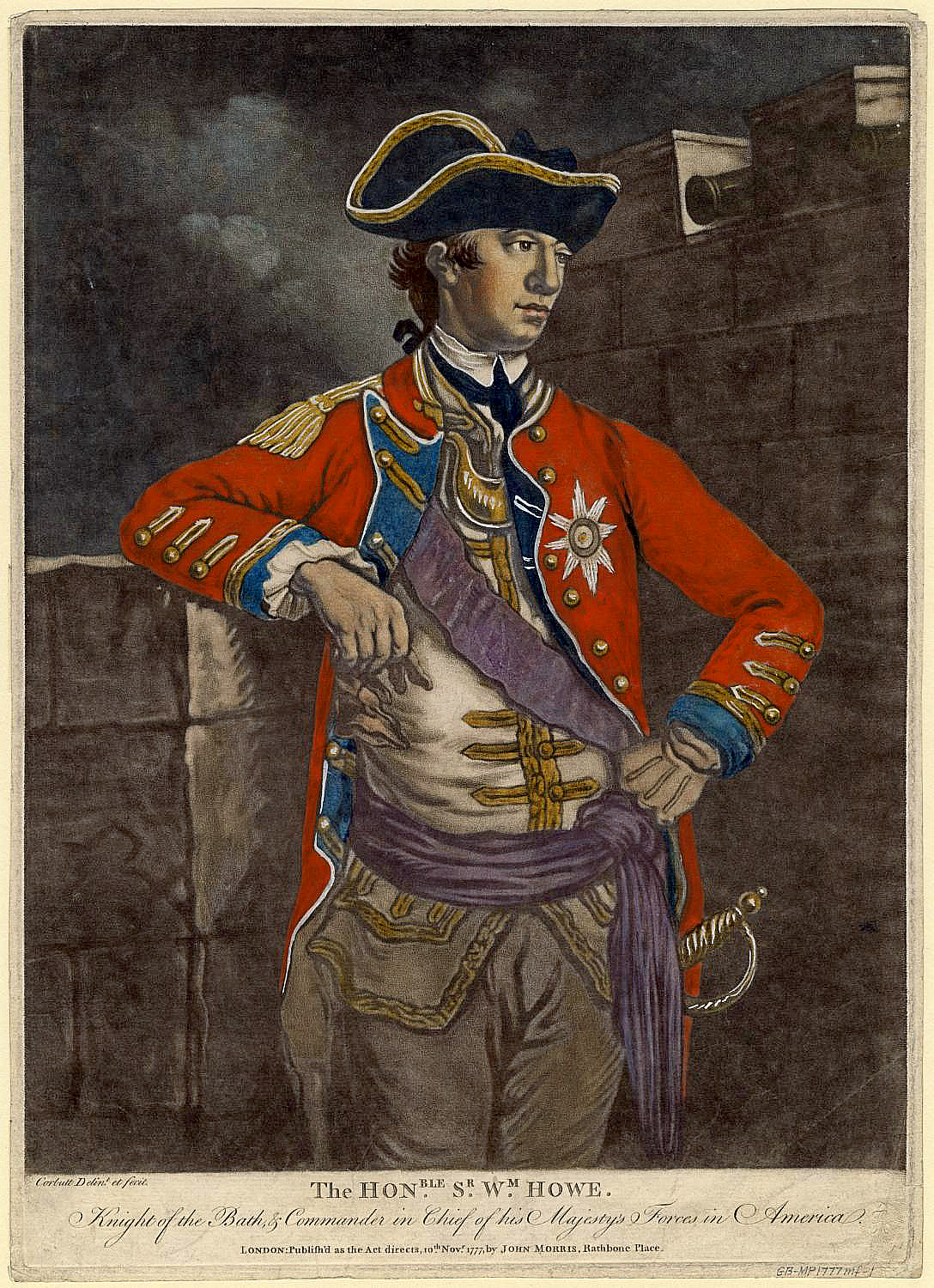
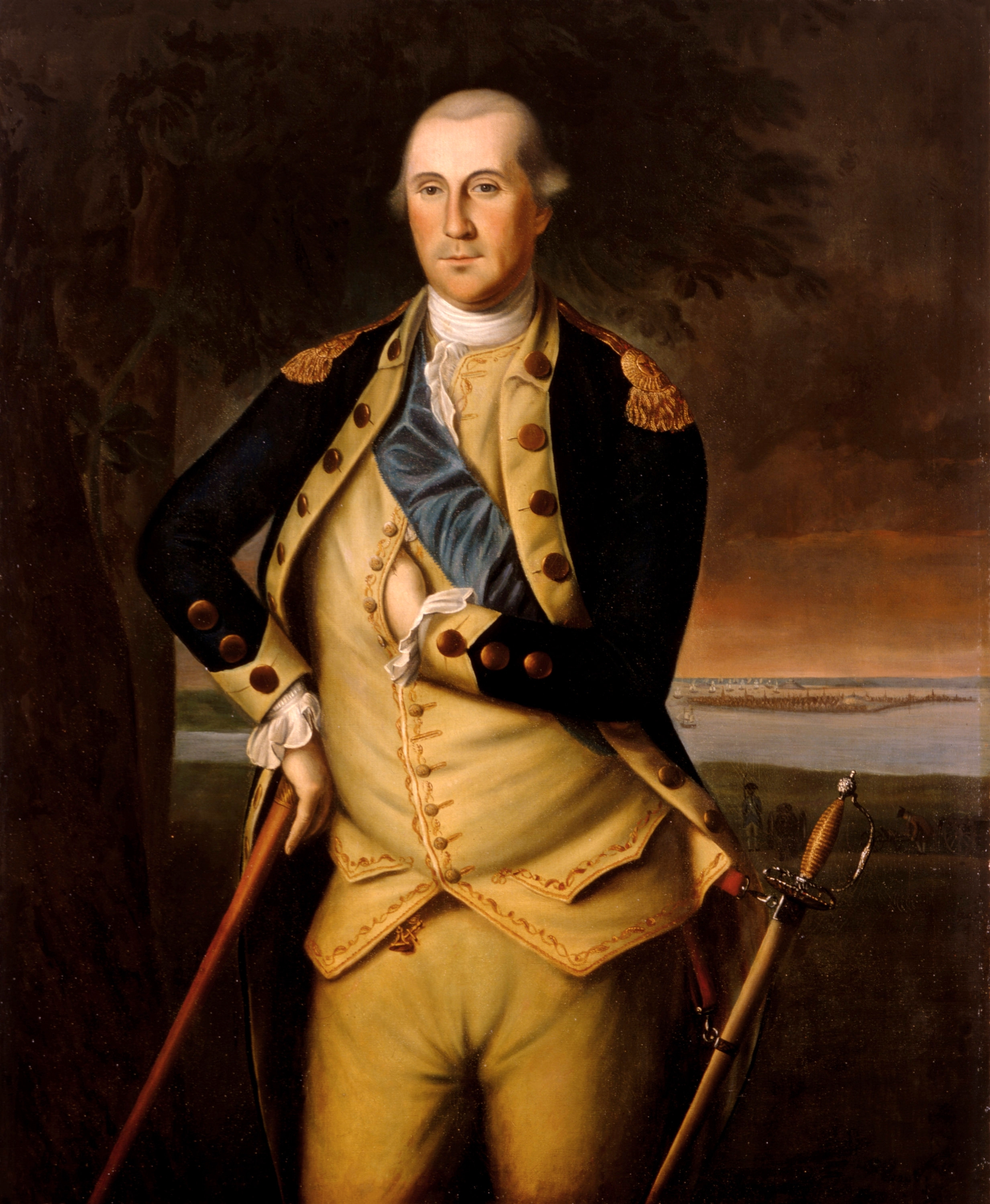